# 新人體育會 (厄瓜多爾)
新人體育會(Mushuc Runa SC)是一家厄瓜多爾體育俱樂部 ，最初來自安巴托市，成立於2003年1 月 2日，參加厄瓜多爾足球甲級聯賽。隊名中Mushuc Runa來源于克丘亞語，意思是「新人」；“Mushuc”意為「新」，“Runa”意為「人」。
俱樂部成立於2003年1月2日，在詞源上，名字來源於克丘亞語，其中“Mushuc”是新的意思，“Runa”是人、人類的意思；因此，直譯為“新人”。